# 奇米利
50°55′50″N 27°54′37″E / 50.93056°N 27.91028°E
奇米利（烏克蘭語：Чміль），是烏克蘭北部的村莊，隸屬日托米爾州的茲維亞赫爾區。該村面積1.2平方公里，海拔高度206米，2001年人口307，人口密度每平方公里255.83人。